# Brüder der christlichen Lehre
Die Brüder der christlichen Lehre (Frères de la doctrine chrétienne, Ordenskürzel: FDC) sind eine römisch-katholische Ordensgemeinschaft (Brüder/Frères). Sie wurde 1845 im Bistum Straßburg in Frankreich vom Diözesanpriester Eugen Mertian zur Betreuung heimatloser Jugendlicher und Unterricht gegründet. 
Die Brüder führten Schulen, Internate und Heime im Elsass und Breisgau (Ettenheim 1920–1966), und übten Mitarbeit in der Seelsorge. Ab 1956 war die Ordensgemeinschaft in Madagaskar aktiv. Die Zentrale ist in Matzenheim (Collège Saint-Joseph); weitere aktuelle Niederlassungen sind in Straßburg und Andlau.